# 医療の倫理ジレンマ
医療の倫理ジレンマ（いりょうのりんりじれんま）は、医療の現場でしばしば用いられる用語で、ある医療行為の倫理的妥当性あるいは倫理的根拠を論じる際、より所とする倫理原則によって、全く異なる結論が導かれてしまう状態を指す。
医療の場では、様々な倫理的ジレンマがある。
ターミナルケア
たとえば、（あくまで一例であるが）「終末期の患者に対する"積極的な治療"をやめるべきか否か」といった倫理的ジレンマがある
。このようなジレンマは、ひとりの自律した実践家の心の内の葛藤として存在しているのではない、と、チャンブリスは指摘している。そうしたジレンマは、たとえば「"積極的治療"を好む」医師と、「"治療中止"に傾きがちな」看護師との間で、「権力を持つ利益集団どうしの衝突」として立ち現れる。 チャンブリスの説明によると、医療従事者というのは、病院という組織の一員として従属的に働く労働者であり、医療倫理学などか提示する「倫理的ジレンマ」に直面しても、その決定権を持たない。看護師にとっては、すでに「何をすべきか」ということはわかっている。ナースが抱えている課題は、もろもろの障害（たとえば、非協力的な医師、病院経営者、"病院という組織のあり方そのもの" など）によって「なすべきことができないでいる状況」をいかに打破していくか、という「政治的な問題」として立ち現われるという。
医薬品の臨床試験
また、医薬品の臨床試験では二重盲検比較試験が行われ、そこではプラセボが用いられるわけだが（「プラセボ対照ランダム化比較試験」という）、その時の「プラセボ・ジレンマ」がある。「治療」というのは、個々の患者を対象にして最善の治療を提供しようとし、そこには、ひとりひとりの患者を大切にする、という、いわば「個の倫理」と呼べるようなものがある。他方で、医薬品の臨床試験に参加しているという点では、（患者集団に将来的に役立つであろう）科学的データを集める、という意味で「集団の倫理」も生まれる。これら二つの論理そして倫理から、永遠の「プラセボジレンマ」が生じる。このようなプラセボジレンマの場合は、研究者が、患者を対象にしてランダム化比較試験を行う際に感じる「違和感」（戸惑いに似た感情）となり、また、ランダム化比較試験にプラセボ対照群（プラセボ単独群）を設けることから生じる「違和感」（＝それを設けることで、最善の治療を受ける権利があるはずの患者が、それを受けられなくなる可能性が生まれる、と知っていながら それをやることによる戸惑いのような感情）となり、研究者の《こころのうずき》となる。